# Giovanni Boldini

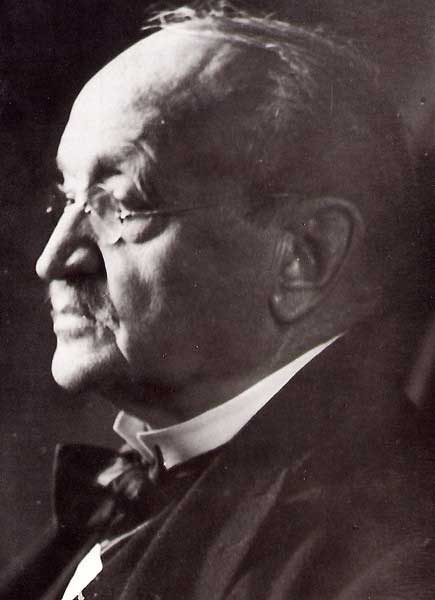
Giovanni Boldini (1910)

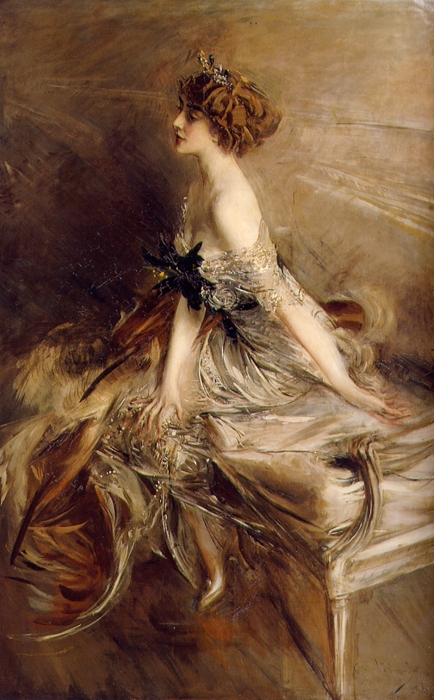
Porträttmålning av Marthe, prinsessan Bibesco från 1911 (1886-1973)

Giovanni Boldini, född 31 december 1842 i Ferrara, Italien, död 11 januari 1931 i Paris, Frankrike, var en italiensk konstnär.
Boldini föddes i Ferrara, hans far var också konstnär med inriktning mot religiösa motiv. Han flyttade 1862 till Florens där han studerade konst. Under sin period i Florens kom han i kontakt med realismen. 1872 flyttade Boldini till Paris där han bland annat blev bekant med Edgar Degas. Boldini dog i Paris 1931.